# Pinos Puente
Pinos Puente er en by og kommune i det sydøstlige Spanien i provinsen Granada. Den har et indbyggertal på 9.708 (2024) indbyggere.